# Humphris Gear and Engineering

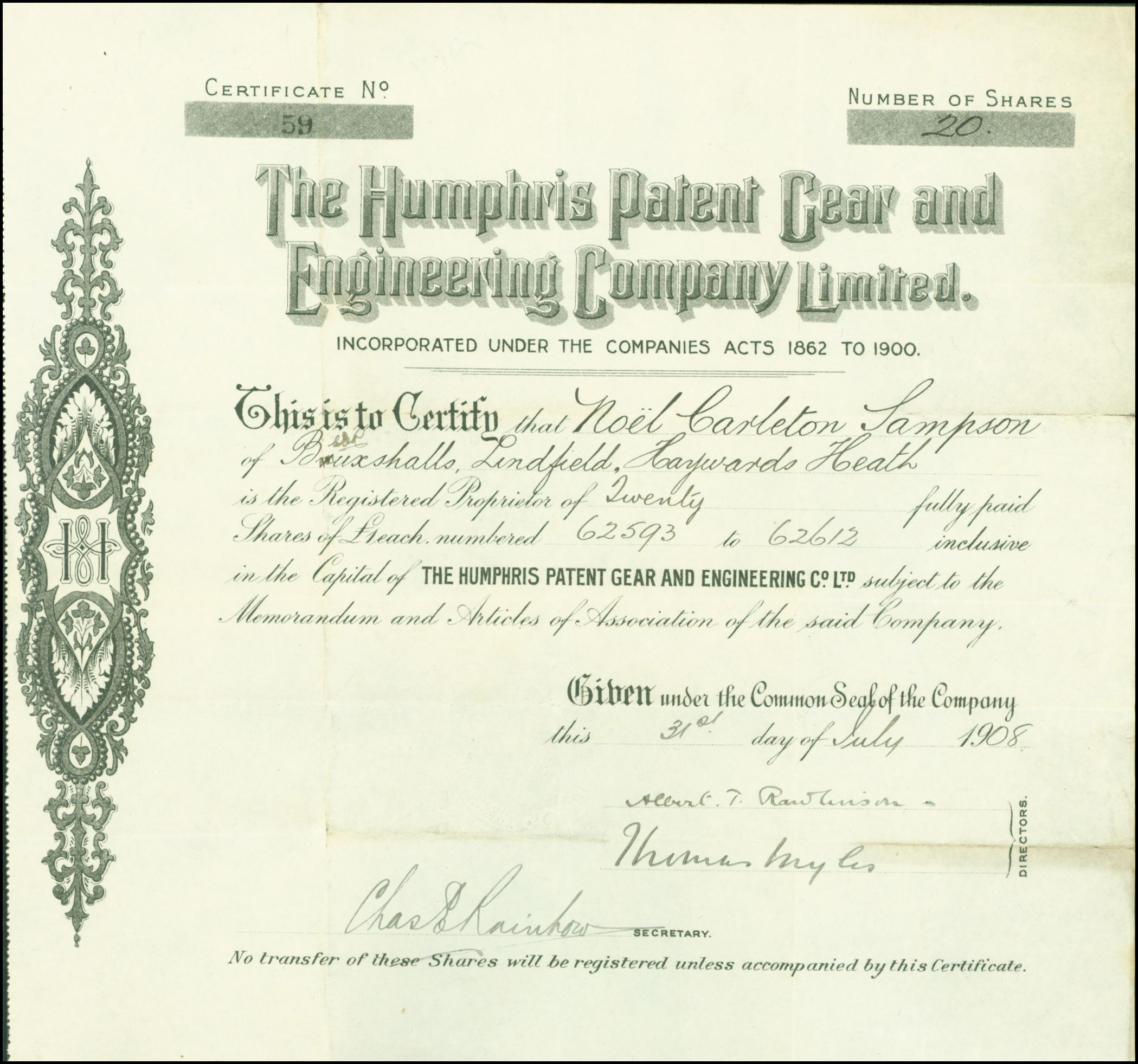
Aktie der Humphris Patent Gear and Engineering Company Ltd. vom 31. Juli 1908

Die Humphris Patent Gear and Engineering Co. Ltd. war ein britischer Automobilhersteller, der 1908–1909 in Eastleigh (Hampshire) ansässig war.
Es gab verschiedene Modelle aller Größenklassen mit Einbaumotoren anderer Hersteller. Der größte Motor war ein 30 hp.

## Quelle
- David Culshaw & Peter Horrobin: The Complete Catalogue of British Cars 1895–1975. Veloce Publishing plc. Dorchester (1997). ISBN 1-874105-93-6